# Netz (Sternbild)
Das Netz (lateinisch / fachsprachlich Reticulum – kleines Netz) ist ein Sternbild des Südhimmels.

## Beschreibung
Das Netz ist ein kleines, aber markantes Sternbild nördlich der Großen Magellanschen Wolke (LMC). Vier Sterne bilden eine Raute.

## Geschichte
Das Sternbild hieß ursprünglich "Rhombus" und war 1624 von dem schlesischen Kartografen Jacob Bartsch eingeführt worden.
1752 benannte es der französische Astronom Nicolas Louis de Lacaille in „Reticulum Rhomboidalis“ (rhombisches Netz) um. Es stellt kein Netz im herkömmlichen Sinne dar, sondern ein astronomisches Messinstrument: Eine Glasplatte mit einem Netzmuster von eingravierten Linien, die vor ein Okular eingebracht werden konnte (z. B. ein Fadenkreuz). Es ist damit eines der Sternbilder, die Lacaille nach technischen Gerätschaften benannte.

## Himmelsobjekte

### Sterne
Wegen der südlichen Lage haben die Sterne keine Flamsteed-Bezeichnungen.
| B   | Namen o. andere Bezeichnungen | Größe | Lj  | Spektralklasse |
| --- | ----------------------------- | ----- | --- | -------------- |
| α   | Alpha Reticuli                | 3,35m | 160 | G8 IIIa        |
| β   | Beta Reticuli                 | 3,84m | 102 | K0 IV          |
| ε   | Epsilon Reticuli              | 4,44m | 60  | K2 III-IV      |
| γ   |                               | 4,50m | 464 | M4 III         |
| δ   |                               | 4,56m | 540 | M2 III         |
| κ   |                               | 4,71  | 71  | F3 IV-V        |
| ι   |                               | 4,97  | 327 | K4 III         |
| ζ2  |                               | 5,24  | 39  | G1 V           |
| η   |                               | 5,24  | 391 | G7 III         |
| 400 | HR 1340                       | 5,45  | 262 | K0 III         |

Beta Reticuli ist ein 102 Lichtjahre entfernter, orange leuchtender Stern der Spektralklasse K0 IV.

### Doppelsterne
| Objekt         | Größen       | Abstand |
| -------------- | ------------ | ------- |
| Alpha Reticuli | 3,33 / 12m   | 48,4"   |
| Zeta Reticuli  | 5,24 / 5,54m | 310"    |
| Theta Reticuli | 6,05 / 7,65m | 4,1"    |

Alpha Reticuli ist ein 160 Lichtjahre entferntes Doppelsternsystem. Der gelb leuchtende Hauptstern besitzt den 13-fachen Durchmesser und die 115-fache Leuchtkraft unserer Sonne. Er besitzt einen lichtschwachen Begleiter der 12. Größenklasse in 2450 AU Entfernung, der ihn in 60.000 Jahren umkreist.
Zeta Reticuli ist ein Doppelsternsystem in 39 Lichtjahren Entfernung. Aufgrund des großen Winkelabstandes von 310" Bogensekunden sind beide Sterne schon mit bloßem Auge sichtbar.
Theta Reticuli ist ein 469 Lichtjahre entferntes Doppelsternsystem, dessen beiden Komponenten 2015 eine Winkeldistanz von 4,1 Bogensekunden zueinander aufwiesen. Wegen ihrer geringen Helligkeit sind sie nur mit einem Feldstecher oder Fernrohr beobachtbar. Der blauweiß leuchtende Hauptstern ist ein Unterriese der Spektralklasse B9 IV.

### Veränderliche Sterne
| Objekt | Größe           | Periode    | Typ       |
| ------ | --------------- | ---------- | --------- |
| R Ret  | 6,35m bis 14,2m | 281,1 Tage | Mirastern |

R Reticuli ist ein Veränderlicher Stern vom Typ Mira, dessen Helligkeit während einer mittleren Periode von 281 Tagen sehr stark zwischen 6,35 und 14,2 Größenklassen schwankt. Seine Variabilität wurde nachweislich erstmals 1867 von Ragoonath beobachtet. Er ist etwa 2400 Lichtjahre von der Erde entfernt und gehört der Spektralklasse M4e bis M7.5e an.

### NGC-Objekte
| NGC  | sonstige | Größe | Typ     | Name |
| ---- | -------- | ----- | ------- | ---- |
| 1313 |          | 8,7m  | Galaxie |      |